# Grand Prix Roussillon
Grand Prix Roussillon, oficj. Grand Prix du Roussillon – wyścig samochodowy i motocyklowy, odbywający się od 1946-1949 (samochodów) i 1946-1952 (motocykli).
Wyścig odbywa się na torze Circuit des Platanes de Perpignan w Perpignan, stolicy dawnej prowincji Roussillon, od której pochodzi nazwa wyścigu.

## Zwycięzcy
| Rok  | Klasa      | Zwycięzca           | Konstruktor             | Wyniki |
| ---- | ---------- | ------------------- | ----------------------- | ------ |
| 1946 | Grand Prix | Jean-Pierre Wimille | Alfa Romeo 308          | Wyniki |
| 1947 | Grand Prix | Eugène Chaboud      | Talbot-Lago T26         | Wyniki |
| 1948 | Formuła 2  | Maurice Trintignant | Simca-Gordini T11/T1430 | Wyniki |
| 1949 | Grand Prix | Juan Manuel Fangio  | Maserati 4CLT-48        | Wyniki |